# Козловский, Тимофей Лукьянович
Тимофей Лукьянович Козловский (1742—1816) — российский военный и государственный деятель, сенатор, генерал-майор (1793), тайный советник (1798).

## Биография
С 1793 года на  русской службе из генерал-майоров польской службы с тем же чином. С 1796 по 1808 годы избирался Киевским губернским предводителем дворянства.
В 1798 году  произведён в тайные советники с назначением сенатором  присутствующим и первоприсутствующий в Общем собрании  III  департамента  Правительствующего сената. 
Был награждён всеми российскими орденами вплоть до ордена Святого Александра Невского пожалованного ему в 1808 году, а также обоими польскими орденами.

## Семья
Сын: Михаил (1774—1816) — тайный советник